# Я — капитан
«Я — капитан» (итал. Io capitano) — фильм итальянского режиссёра Маттео Гарроне, съёмки которого проходили в Сенегале. Фильм показали в рамках основной программы 80-го Венецианского кинофестиваля (сентябрь 2023 года), он был удостоен «Серебряного льва» за лучшую режиссуру и премии лучшему молодому актёру (Сейду Сарр).

## Сюжет
Главные герои фильма — двое сенегальских подростков, которые отправляются из Дакара в Европу. Они пересекают пустыню, сталкиваются с ужасами лагерей для иммигрантов в Ливии. Но главный вызов для них — необходимость как-то пересечь Средиземное море. 16-летний Сейду становится капитаном судна, так как из-за возраста ему ничего не грозит в случае встречи с итальянскими властями. В финале герои достигают берегов Сицилии.

## В ролях
- Сейду Сарр — Сейду
- Мустафа Фалль — Мусса

## Производство
«Я — капитан» основан на оригинальной идее режиссёра Маттео Гарроне, написавшего сценарий вместе с Массимо Гаудиозо, Массимо Чеккерини и Андреа Тальяферри.   При написании сценария использовались  рассказы Куасси Пли Адама Мамаду, Арно Зохина, Амары Фофаны, Брхане Тареке и Сиаки Думбия об эмиграции из Африки в Европу.

## Премьера и восприятие
Фильм был показан в сентябре 2023 года на 80-м Венецианском кинофестивале, в рамках основной программы., где получил 13-минутные овации. Он был удостоен сразу двух призов: «Серебряного льва» за лучшую режиссуру и премии лучшему молодому актёру (Сейду Сарр).
В январе 2024 года стало известно, что «Я — капитан» получил номинацию на «Оскар» в категории «Лучший фильм на иностранном языке».
На сайте-агрегаторе рецензий Rotten Tomatoes фильм имеет рейтинг одобрения 96 % на основе 103 рецензий со средней оценкой 8,2 из 10.
Российский кинокритик Стас Тыркин назвал картину лучшим из фильмов Гарроне со времён «Гоморры». По его мнению, в сюжете заметны параллели со сказкой про Пиноккио, которую Гарроне экранизировал до этого. Лесли Фельперин, рецензируя фильм для The Hollywood Reporter, написала, что, несмотря на наличие «ослепительных пейзажей», фильм «всегда фокусируется на людях в кадре»,  демонстрируя «напряжение между повседневным миром и духовным измерением, размытость, которая часто является характерной чертой западноафриканского кино», из-за того, что «Гарроне заботится о том, чтобы заставить нас думать до последнего момента фильма».

## Награды и номинации
- 2023 — 12 призов Венецианского кинофестиваля: лучший режиссёр (Маттео Гарроне), премия Марчелло Мастроянни лучшему молодому актёру (Сейду Сарр), La Pellicola d'Oro (Клаудия Кравотта), приз ЮНЕСКО, приз FEDIC, приз Пазинетти, приз «Зелёная капля», приз ImpACT, приз Lanterna Magica, приз Leoncino d'Oro Agiscuola, приз SIGNIS, приз за лучший саундтрек (Андреа Фарри).
- 2023 — приз за лучший европейский фильм на кинофестивале в Сан-Себастьяне.
- 2023 — участие в конкурсной программе Гентского кинофестиваля.
- 2023 — две номинации на премию Европейской киноакадемии за лучший европейский фильм и за лучшую европейскую режиссуру (Маттео Гарроне).
- 2024 — номинация на премию «Оскар» за лучший фильм на иностранном языке.
- 2024 — номинация на премию «Золотой глобус» за лучший фильм на иностранном языке.
- 2024 — номинация на премию «Спутник» за лучший международный фильм.
- 2024 — 7 премий «Давид ди Донателло»: лучший фильм, лучший режиссёр (Маттео Гарроне), лучший продюсер, лучшая операторская работа (Паоло Карнера), лучший монтаж (Марко Сполетини), лучший звук, лучшие визуальные эффекты. Кроме того, лента получила 8 номинаций: «Молодёжный Давид», лучший оригинальный сценарий, лучшая работа художника-постановщика (Димитри Капуани, Роберта Тронкарелли), лучшие костюмы (Стефано Чамитти), лучший грим (Далия Колли), лучшие причёски (Стефано Чамитти, Далия Колли), лучшая музыка (Андреа Фарри), лучшая песня (Андреа Фарри и Сейду Сарр за песню «Baby»).
- 2024 — 7 премий «Серебряная лента»: лучший фильм, лучший режиссёр (Маттео Гарроне), лучший актёрский дебют (Сейду Сарр и Мустафа Фалль), лучшая операторская работа (Паоло Карнера), лучший монтаж (Марко Сполетини), лучший кастинг (Франческо Ведовати), лучший звук. Кроме того, лента получила 3 номинации: лучший оригинальный сценарий, лучшая работа художника-постановщика (Димитри Капуани), лучшая музыка (Андреа Фарри).